# José Pablo Moncayo
José Pablo Moncayo García (ur. 29 czerwca 1912 w Guadalajarze, zm. 16 czerwca 1958 w Meksyku) – meksykański kompozytor i dyrygent.

## Życiorys
Ukończył studia w Conservatorio Nacional de Música w Meksyku w klasie Carlosa Cháveza. W 1935 roku wspólnie z Salvadorem Contrerasem, Blasem Galindo i Danielem Ayalą Pérezem założył działającą na rzecz promocji nowej muzyki Grupo de los Cuatro. Występował jako perkusista i pianista. Od 1932 roku był członkiem Orquesta Sinfónica de Mexico, w latach 1946–1947 pełnił funkcję jej dyrektora artystycznego. W 1942 roku uczestniczył w letnim kursie u Aarona Coplanda w Berkshire Music Center w Tanglewood. Od 1949 do 1952 roku dyrygował Orquesta Sinfónica Nacional. Od 1949 roku wykładał kompozycję i dyrygenturę w Conservatorio Nacional de Música.
W swojej twórczości czerpał z meksykańskiej muzyki ludowej.

## Wybrane kompozycje
(na podstawie materiałów źródłowych)

### Utwory orkiestrowe
- Pieza para orquesta de cuerda (1935)
- poemat symfoniczny Amatzinac na flet i orkiestrę smyczkową (1935)
- Huepayan (1938)
- Huapango (1941)
- Llano alegre (1942)
- Symfonia (1944)
- Sinfonietta (1945)
- 3 piezas (1947)
- Homenaje a Cervantes na obój i orkiestrę smyczkową (1947)
- Tierra de temporal (1949)
- Cumbres (1954)

### Utwory kameralne
- Sonata skrzypcowa (1936)

### Utwory fortepianowe
- 3 utwory (1948)

### Balety
- Zapata (1953)
- Tierra (1956)

### Opera
- La mulata de Cordóba (wyst. Meksyk 1948)